# U-3008

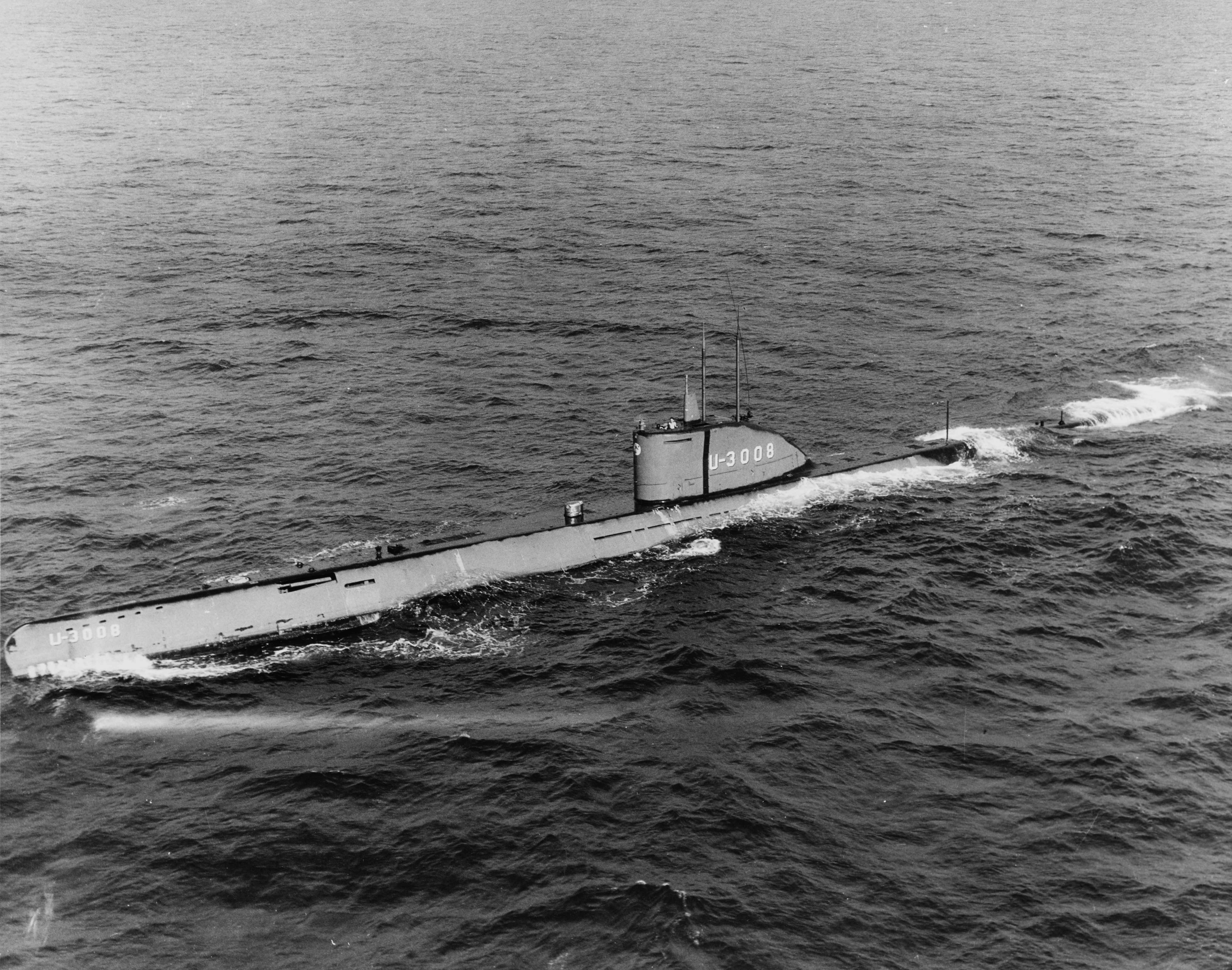
U-3008 capturado pela Marinha dos Estados Unidos (abril de 1948).

U-3008 - foi um submarino alemão que foi produzido nos estaleiros de Kiel, na Alemanha Nazista. Era um Submarino alemão Tipo XXI.
Ele foi construído junto do porta-aviões Graf Zeppelin.